# Chris Drury
Christopher Ellis „Chris” Drury (ur. 20 sierpnia 1976 w Trumbull) – były amerykański hokeista występujący na pozycji środkowego.

## Kariera klubowa
- Colorado Avalanche (1998–2002)
- Calgary Flames (2002-2003)
- Buffalo Sabres (2003-2007)
- New York Rangers (2007-2011)

## Kariera reprezentacyjna
Drury do tej pory w dorosłej reprezentacji Stanów Zjednoczonych rozegrał 40 spotkań, zdobył 4 bramki i zaliczył 8 asyst. Występował w mistrzostwach Świata w 1997, 1998, 2004, w Pucharze Świata w 2004 oraz na Zimowych Igrzyskach Olimpijskich w Salt Lake City w 2002 (srebrny medalista), Turynie w 2006 i Vancouver w 2010 (srebrny medalista).